# Varhošť
Varhošť (německy Aarhorst) je neovulkanický kopec s nadmořskou výškou 639 metrů ve východní části Českého středohoří. Má tvar nesouměrného hřbetu tvořeného nefelinitem.

## Rozhledna
Litoměřický spolek pro České Středohoří (založen v roce 1887) vybudoval v roce 1891 na vrcholu Varhoště v korunách pěti dubů dřevěnou vyhlídku s přístupovým schodištěm, která byla stržena roku 1902. V roce 1925 radnice Litoměřic zabránila vynesení rušené nevzhledné chladicí věže ústecké chemičky na vrchol, kde měla sloužit jako rozhledna. V roce 1927 byla u příležitosti 40. výročí založení spolku na čtyřmetrové kamenné podezdívce vztyčena desetimetrová trámová konstrukce s třemi vyhlídkovými patry. Stržena byla na počátku 70. let 20. století.
Od roku 1973 stojí na vrcholu železná rozhledna, kterou navrhli litoměřičtí architekti. Do betonového podstavce usazoval 13 tun těžkou ocelovou konstrukci s hlavním pilířem a třemi vyhlídkovými patry vrtulník, vyrobena byla v chomutovských železárnách. Písek použitý pro opravu podstavce byl ručně vynášen od sedla k vrcholu. Nová 15 metrů vysoká rozhledna se 68 schody byla slavnostně otevřena dne 22. září 1973 spolu se zahájením výstavy Zahrada Čech. Náklady činily 580 tisíc Kčs.
V roce 1993 byly okolní lesy včetně rozhledny navráceny městu Litoměřice. V roce 2001 byla provedena oprava podstavce a dřevěných podlah. V roce 2003 zafinancoval litoměřický odbor životního prostředí výměnu vyhlídkových podlah za železné pozinkované rošty za 230 tisíc Kč. V roce 2005 proběhlo osazení telekomunikačního zařízení na vrchol rozhledny. V roce 2023 probíhá oprava kamenného podstavce.
Z rozhledny je výborný rozhled od Řípu, přes Hazmburk, Lovoš, Milešovku a Kletečnou. Na západě jsou vidět Krušné hory od Jedlanu přes Bouřňák po Nakléřov a mnoho dalších kopců a vesnic. Za dobré viditelnosti lze spatřit Studenec, Růžovský vrch a na severovýchodě Jizerské hory. Kromě toho je možné pozorovat řeku Labe na osmi různých místech od střekovského zdymadla až ke Štětí.

## Přístup
Vrchol je přístupný po značených turistických trasách ze Sebuzína, Hlinné a Čeřeniště.